# JScript
JScript – język skryptowy opracowany przez firmę Microsoft. JScript jest rozszerzoną implementacją języka ECMAScript (ECMA262) – międzynarodowego standardu opartego na języku JavaScript firmy Netscape. Jest interpretowany przez przeglądarkę Internet Explorer i Windows Scripting Host. Najnowszą wersją języka jest JScript .NET.